# Halicornopsis elegans
Halicornopsis elegans är en nässeldjursart som först beskrevs av Jean-Baptiste Lamarck 1816.  Halicornopsis elegans ingår i släktet Halicornopsis och familjen Kirchenpaueriidae. Inga underarter finns listade i Catalogue of Life.